# Kosjerić
Kosjerić (v srbské cyrilici Косјерић) je obec v Srbsku nacházející se v Zlatiborském okruhu. V roce 2000 v samotném městě žilo 3794 obyvatel, celá opština Kosjerić pak dohromady 15 478 (celkem 27 sídel). Obec se nachází na dopravní tepně Valjevo-Užice a železniční trati Bělehrad-Bar.
Název obce pochází od nejstaršího rodu, který tuto oblast obýval - Kosjerićů. Podle místní pověsti se dosídlili do tohoto kraje z Černé Hory. Malé město patřilo nicméně po značnou dobu k typickým srbským venkovským sídlům. Obec se začala dramaticky měnit až po druhé světové válce. 31. prosince 1947 do ní byla zavedena elektřina, 25. června 1972 projel po železniční trati u Kosjeriće první vlak. V roce 1966 získal Kosjerić statut města. V centru obce se nachází pravoslavný chrám Narození Panny Marie, který byl zbudován v roce 1970 na místě původního stavby z roku 1895. Nedaleko města se nachází cementárna, která měla být roku 2002 částečně privatizována.[zdroj?]
Od roku 2012 je starostou města známý kuchař Milijan Stojanić. Na začátku roku 2013 začal obci hrozit bankrot, neboť i přes poměrně dobré hospodaření je velmi zadlužená. Mezi historické objekty v centru Kosjeriće patří např. zájezdní hostinec (han) z poloviny 19. století, který je v současné době chráněn jako kulturní památka. V současné době slouží budova jako kulturní centrum.